# Ahmadou Ahidjo

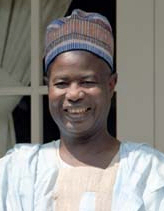
Ahmadou Ahidjo

Ahmadou Babatoura Ahidjo (* 24. August 1924 in Garoua, Kamerun; † 30. November 1989 in Dakar, Senegal) war von 1960 bis 1982 Präsident von Kamerun. Er war Angehöriger des Fulbe-Volks.

## Biografie

### Ausbildung und Beruf
Ahidjo war der Sohn eines Fulbe-Dorfvorsteher in der muslimischen Region Nord. Seite Mutter zog ihn als Muslim auf und schickte ihn als Kind in die Koranschule. Von 1932 bis 1939 besuchte er die örtliche Grundschule und bis 1942 die Sekundarschule der Ecole Primaire Supérieur in Yaoundé. Seine Klassenkameraden sind unter anderem Félix Sabbal-Lecco, Minister unter seiner Regierung, Abel Moumé Etia, Kameruns erster meteorologischer Ingenieur und Schriftsteller, sowie Jean-Faustin Betayéné, Außenminister der Bundesrepublik Kamerun. Er studierte danach für einen Beruf im öffentlichen Dienst und arbeitete bei der Post als Funker im Telegraphendienst.

### Politik
Ahidjo begann seine politische Karriere in Französisch-Kamerun 1946. Von 1953 bis 1957 war er Mitglied der parlamentarischen Versammlung der Union française (Assemblée de l’Union française). Vom Januar bis zum Mai 1957 war er Präsident der gesetzgebenden Versammlung Kameruns. 1957 wurde er stellvertretender Premierminister unter Premierminister André-Marie Mbida und 1958 Premierminister. Es gelang ihm mit seinen Erfahrungen in allen Landesteilen die Kirche und die muslimischen Eliten im Norden des Landes als  konservativer Strömungen politisch zu vereinen. Er verhandelte mit Frankreich die kamerunischen Unabhängigkeitspläne.
Als das Land am 1. Januar 1960 seine Unabhängigkeit erlangte, im Februar 1960 seine Verfassung beschloss, wurde Ahidjo im Mai 1960 zum ersten Präsidenten gewählt und konnte einen Teil von Britisch-Kamerun überzeugen, sich seinem Land anzuschließen. Außenpolitisch lehnte sich die Führung des Landes eng an Frankreich an. 1965, 1970, 1975 und 1980 wurde er wiedergewählt. Er gründete 1966 die Union Nationale Camerounaise (UNC) und etablierte seine Partei schrittweise als Einheitspartei, bis er 1976 schließlich alle anderen verbot. Die UNC blieb bis 1990 die einzige legale politische Partei.
In den 1960er Jahren bedrohte ihn die Rebellion einer Gruppe mit dem Namen United Populations of Cameroon, die aber bis 1970 niedergeschlagen wurde. 1972 schuf er eine Verfassung, welche die Föderation abschaffte und damit die Autonomie von Britisch-Kamerun beendete und eine einheitliche Führung etablierte. 1975 führte er die Position eines Premierministers wieder ein, die von Paul Biya besetzt wurde. Obwohl viele seiner Handlungen diktatorischen Charakters waren, wurde sein Land zu einem der stabilsten in Afrika.

### Rücktritt und Exil
Ahidjo trat am 6. November 1982, angeblich aus gesundheitlichen Gründen, zurück, blieb aber Vorsitzender der Partei und versuchte durch diese die politische Macht zu erhalten (Phase des Bi-Cephalismus). 1983 entwickelten sich ernsthafte Konflikte mit seinem Nachfolger Paul Biya, der durch Kabinettsumbildung vorzugsweise Männer zum Nachteil seines Vorgängers ernannte. Im Juli ging er ins Exil nach Frankreich. Weitere Anhänger Ahidjos verloren nun ihre Ämter und Symbole seiner Autorität sowie offizielle Fotos wurden entfernt. Im August 1983 gab Biya bekannt, dass eine Verschwörung von Verwandten des Ex-Präsidenten, an der angeblich Ahidjo beteiligt war, aufgedeckt wurde. Ahidjo trat von seinem Amt als Nationaler Präsident der UNC zurück (Nachfolger wird Biya). Er wurde am 8. Februar 1984 in Abwesenheit wegen Teilnahme an einer Verschwörung gegen Biya zum Tode verurteilt. Am 14. März wurde das Urteil in lebenslange Haft umgewandelt. Bis zu seinem Tod lebte er abwechselnd in Südfrankreich und im Senegal. Im Dezember 1991 wurde er durch ein Gesetz  in Kamerun offiziell rehabilitiert.

## Ehrungen
- Das Stade Ahmadou Ahidjo in Yaoundé erinnert an den ersten Präsidenten Kameruns.
- Straßen wie der Boulevard du President Ahmadou Ahidjo in Douala und Rue Ahmadou Ahidjo in Yaoundé wurden nach ihm benannt.